# 衛星放送

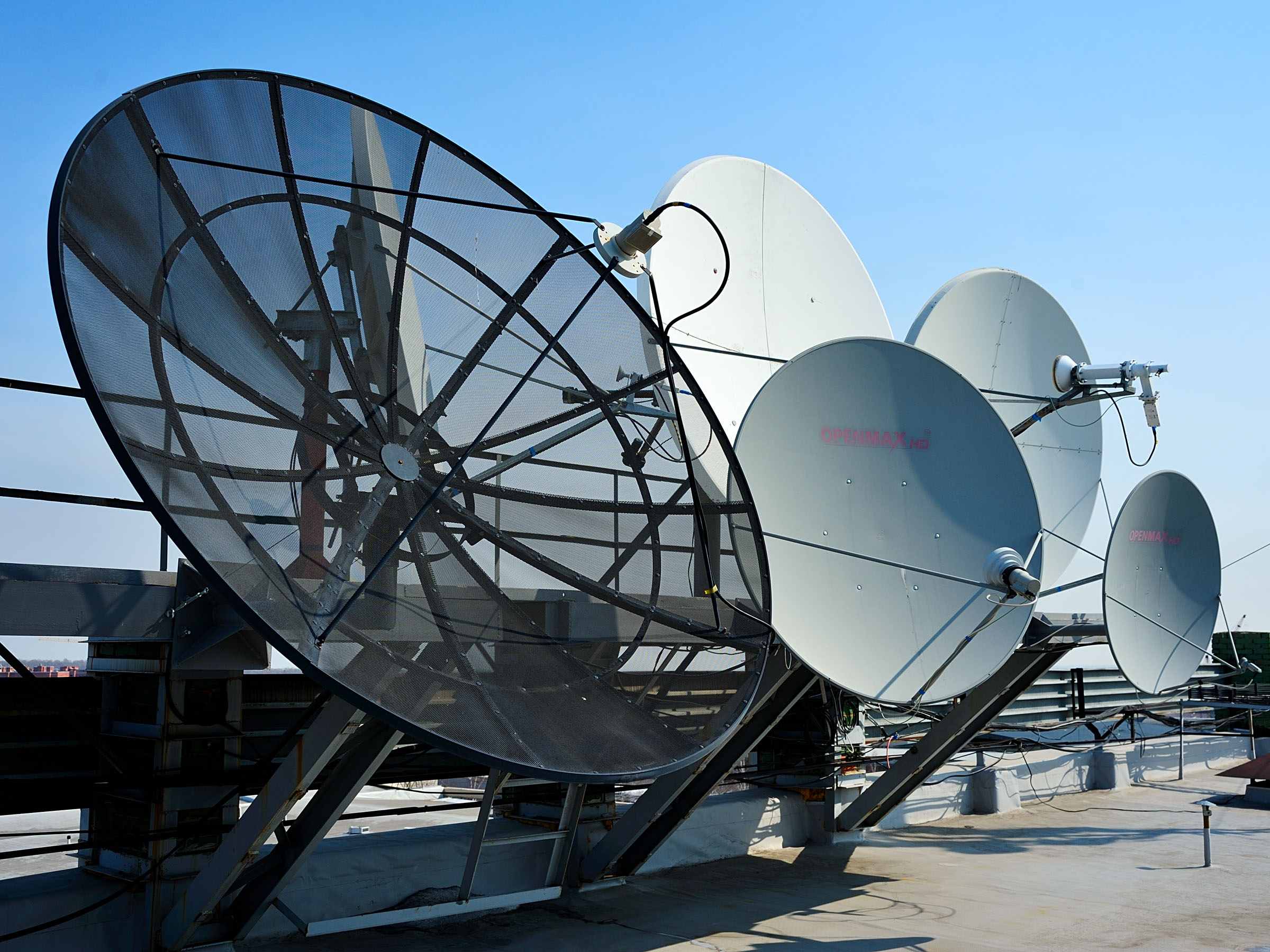
ケーブルテレビ・IP TV業者の衛星放送受信用のパラボラアンテナ

衛星放送（えいせいほうそう）は、放送衛星（英: broadcasting satellite）や通信衛星（英: communications satellite）を用いて、視聴者・聴取者などの公衆に直接受信されることを目的とする、無線通信の送信の総称である。

## 概説
衛星放送は、赤道上空約35,786kmにある静止衛星に中継器（トランスポンダ）を設置し地球上から送信（アップリンク）した電波を受信した後、異なる周波数に変換し地球上に向けて再送信（ダウンリンク）しその電波を視聴者・聴取者がパラボラアンテナで受信し利用する放送である。静止軌道からは地球のほぼ半球が見えるため、放送受信範囲が限定される地上波放送よりも大幅に広い範囲での受信が可能である。
アメリカでは早くからケーブルテレビ（CATV）が普及したが、直接衛星放送のディレクTVなどが追いあげている。アジアやヨーロッパなどではアジアサットなどの国境を超えたテレビ放送が普及している。
日本では、衛星放送の目的として当初は人口希薄な地域における難視聴地域の解消（すなわち既存放送コンテンツの再送信）があげられたが、権利関係等の問題で困難なため、地上系による放送では出来ない様な専門性の高い番組を提供するなどチャンネルを増やす目的の放送が広く行われるようになった。

## 特徴
放送は、かつては地上のアンテナ設備（送信所）からのみ送信していた。しかしロケット技術の進歩により人工衛星（静止衛星）を用いた放送が可能となった。人工衛星を用いることで地上設備を衛星への送信（アップリンク）のみに簡略化でき、宇宙空間上の衛星から地表へ向けて広範囲に送信できる。このため地上のアンテナで問題になっていた放送エリアの問題が解消されると同時に、より多くの情報量を容易に放送できるようになった。
しかし、衛星放送を行うには膨大な初期費用が掛かることから、導入までの道程が長いという問題が付きまとう。また放送が開始できたとしても宇宙空間に配置される人工衛星という性質上、決して手軽ではない維持管理や事故への対処の難しさ、衛星の寿命、さらには地球大気中の降雨の影響を受けて、電波を受信できなくなると、たちまち安定であるべきメディアとしての機能を失ってしまう問題がある。
近年は、技術革新によって比較的安価に衛星が製作できるようになり、衛星を静止軌道に配置するためのロケットの打ち上げ費用も、技術革新や各国間の競争原理が働きかなり安価になってきたことから、常に代替となる人工衛星を確保しておく、降雨時には放送品質を下げてメディアを維持する、などで対策が進んでいる。

## 利用
衛星放送は衛星通信とは違い一方向のメディアであるため、テレビ放送やラジオ放送としての利用が大部分である。国境を考慮する必要が無く、地上の設備が最小限に抑えられることから地上への送信局の設置が困難な場所でよく使用されるがそういった制約がなくとも人工衛星をレンタル等で賄うことで初期費用が大幅に安く済む場合、商用的な利用において衛星放送が行われる場合がある。

### 導入
衛星放送を導入するまでの流れは、人工衛星を自前で打ち上げるか既存のものを借用するかで大きくコストが異なる。一般に多機能通信衛星をアメリカなどからレンタルすることが多いが、軍事的リスクが常に付きまとうことからあえて自前で人工衛星を打ち上げる国も存在する。しかし、そういった国の多くはロケットの打ち上げ技術を持たないため打ち上げまでは技術を有する他国に委ねている場合も多い。
衛星放送に流用される既存の人工衛星は、学術目的あるいは軍事通信目的での通信衛星が用いられる。多くは打ち上げ後5年程度が経過した旧式のものであり通信の速度としては極端に高速ではないが、放送には十分な送受信性能を持つ。

### 電波
衛星放送は、Cバンドの4GHz帯とKuバンドの12GHz帯の周波数を使用している。Cバンドの波長は約75mm、Kuバンドの波長は約25mmであり、天候によって映像状態に影響があるのは、Kuバンドの波長が関係している。すなわち大雨となると雨滴が10mm程になり、いわば10mmの柱が林立する中を波長25mmの電波が進むので、短い波長の電波ほど雨滴にぶつかりやすく電波が減衰し、テレビ画像が乱れるなどの現象が出る（大雪・その他気象条件の状態によってもこのような現象が生じるばかりか、全く映らなくなる場合もある）。
NHK視聴者広報室によれば、雨による影響は基本的には受信パラボラアンテナの直径を一回り大きくすることで、集める電波も増え、受信障害が解決できる。しかし電波の波長や放射方法の特性上、先述のような問題点もあることを理解のうえ、利用する必要がある。

## 法令上の定義
法令上で「衛星放送」という文言に何らかの定義を規定していたものは、総務省令放送法施行規則（以下、「施行規則」と略す。）がある。
2009年（平成21年）2月20日、施行規則改正により、第17条の8第3項第1号に「人工衛星により行われる放送」と規定した。また、この際に同条同項に、特別衛星放送を第2号に
```
次のいずれかに該当する衛星放送であって、電波の偏波が左旋偏波（電波の伝播の方向に向かって電界ベクトルが時間とともに反時計回りの方向に回転する円偏波をいう。）でないもの
* イ　放送衛星業務用の周波数（国際電気通信連合憲章に規定する
無線通信規則
付録第30号の規定に基づき我が国に割り当てられた11.7GHzを超え12.2GHzまでの放送業務に使用される周波数をいう。ロにおいて同じ。）を使用して行われる衛星放送
* ロ　放送衛星業務用の周波数以外の周波数を使用して行われる衛星放送
```

と規定し、一般衛星放送を第3号に
```
特別衛星放送以外の衛星放送（イの衛星放送をする無線局が開設される人工衛星又は当該人工衛星と同一の軌道もしく位置にある人工衛星に開設する無線局により行われるものに限る。）を使用して行われる衛星放送
```

と規定した。これは、BSデジタル放送と東経110度CSデジタル放送の受信機器は共用可能なものがほとんどであることから、普及を図るために呼称を一本化したものである。
2011年（平成23年）6月30日、改正放送法が施行され、放送は、放送専用に又は優先して割り当てられる周波数による基幹放送とそれ以外の一般放送に大別されることとなった。同時に施行規則も改正され、衛星放送の規定は削除、特別衛星放送は衛星基幹放送に、一般衛星放送は衛星一般放送とされた。
以後、単なる「衛星放送」に法令上で何らかの定義を規定するものは無い。

## 各国における衛星放送

### 中国
中華人民共和国では、報道は中国共産党の管理下にあり、当局のコントロールが及ばない衛星放送の直接受信は、外国人が宿泊可能な3つ星以上のホテルや幹部住宅を除いて禁止されている（代わりに、都市部ではケーブルテレビが普及している）。一方で2010年代に入ってから、ケーブルテレビのない農村地域への福利事業の一環として、衛星放送の普及事業も行われている。ただし、受信できるのは中国中央電視台（CCTV）をはじめとした国営放送のみであり、世界の衛星放送が自由に視聴できる訳ではない（ホワイトリスト方式）。

### 韓国
大韓民国には、日本のスカパー!プレミアムサービスに相当するKTスカイライフがある。また、日本に近く衛星電波のスピルオーバーでNHK-BSの直接受信も可能であった。